# Sokół na Śląsku
Sokół na Śląsku – polskojęzyczny miesięcznik wydawany w okresie międzywojennym w Katowicach. Organ prasowy dzielnicy śląskiej Polskiego Towarzystwa Gimnastycznego „Sokół” .

## Historia
Czasopismo założone zostało w 1919 roku w Katowicach przez przedstawicieli regionalnych kół Polskiego Towarzystwa Gimnastycznego „Sokół”. Z racji lokalizacji jego redakcją zajmowali się głównie działacze Towarzystwa Gimnastycznego „Sokół” w Katowicach. Jego wieloletnim redaktorem był Albin Kaczur. Pismo wychodziło przez cały okres II RP. Jego wydawanie zakończył wybuch II wojny światowej. Mięsięcznik propagował zdrowy styl życia, gimnastykę, sport oraz poruszał tematykę związaną z działalnością organizacyjną Sokoła na Śląsku. Adresowany był do członków polskiego Sokoła w tym regionie. Do czasopisma dołączany był również „Dodatek Techniczny Sokoła na Śląsku” omawiający techniki gimnastyczne .